# Chone paucibranchiata
Chone paucibranchiata är en ringmaskart som först beskrevs av Henrik Nikolai Krøyer 1856. Enligt Catalogue of Life ingår Chone paucibranchiata i släktet Chone och familjen Sabellidae, men enligt Dyntaxa är tillhörigheten istället släktet Chone och familjen Sabellariidae. Arten har ej påträffats i Sverige. Inga underarter finns listade i Catalogue of Life.